# Ungheni (Mureș)
Ungheni (in passato Nirașteu, in ungherese Nyárádtő, in tedesco Nyaradfluss) è una città della Romania di 6888 abitanti, ubicata nel distretto di Mureș, nella regione storica della Transilvania. Fanno parte dell'area amministrativa anche le località di Cerghid, Cerghizel, Morești, Recea, Șăușa e Vidrasău.

## Geografia
Situata a soli 11 km da Târgu Mureș, Ungheni ne ospita l'aeroporto sul territorio della località Vidrasău.

## Storia
Ungheni, che ha dato i natali al botanico Erasmus Julius Nyárády (1881-1966), tra i monumenti principali annovera:
- Monastero dell'Assunzione di Maria (Adormirea Maicii Domnului), nella località di Recea.
- Chiesa greco-cattolica del 1858 in stile neobarocco alto-danubiano-alpino, demolita nel 2008 per far posto alla chiesa greco-ortodossa in stile neo bizantino nazionalista rumeno[1].

## Amministrazione

### Gemellaggi
- Italia, Carmiano
- Belgio, Ieper